# Greve-Solrød Provsti
 Greve-Solrød Provsti er et provsti i Roskilde Stift.
Greve-Solrød Provsti består af 11 sogne med 14 kirker, fordelt på 9 pastorater.

## Pastorater
| Pastorater i Greve-Solrød Provsti | Pastorater i Greve-Solrød Provsti | Pastorater i Greve-Solrød Provsti |
| --------------------------------- | --------------------------------- | --------------------------------- |
| Greve Pastorat                    | Havdrup Pastorat                  | Hundige-Kildebrønde Pastorat      |
| Jersie-Kirke Skensved Pastorat    | Karlslunde Strandsogn Pastorat    | Karlslunde-Karlstrup Pastorat     |
| Mosede Pastorat                   | Solrød Pastorat                   | Tune Pastorat                     |

## Sogne
| Sogne i Greve-Solrød Provsti | Sogne i Greve-Solrød Provsti | Sogne i Greve-Solrød Provsti |
| ---------------------------- | ---------------------------- | ---------------------------- |
| Greve Sogn                   | Havdrup Sogn                 | Hundige-Kildebrønde Sogn     |
| Jersie Sogn                  | Karlslunde Sogn              | Karlslunde Strandsogn        |
| Karlstrup Sogn               | Kirke Skensved Sogn          | Mosede Sogn                  |
| Solrød Sogn                  | Tune Sogn                    |                              |